# Bence Csonka
Bence Csonka (Gyula, 18 maart 1992) is een Hongaars voetbalscheidsrechter. Hij is in dienst van FIFA en UEFA sinds 2022. Ook leidt hij sinds 2019 wedstrijden in de Nemzeti Bajnokság.
Op 24 augustus 2019 leidde Csonka zijn eerste wedstrijd in de Hongaarse nationale competitie. Tijdens het duel tussen Paksi SE en MOL Fehérvár (0–2) trok de leidsman zevenmaal de gele kaart. Zijn eerste interland floot hij op 3 juni 2024, toen Albanië met 3–0 won van Liechtenstein door treffers van Armando Broja, Jasir Asani en Ernest Muçi. Tijdens deze wedstrijd toonde Csonka aan drie Liechtensteiners een gele kaart.

## Interlands
| Datum        | Plaats                 | Wedstrijd                 | Uitslag | Competitie        | Kreeg geel | Kreeg voor de tweede keer geel en dus rood | Weggestuurd |
| ------------ | ---------------------- | ------------------------- | ------- | ----------------- | ---------- | ------------------------------------------ | ----------- |
| 3 juni 2024  | Szombathely, Hongarije | Albanië – Liechtenstein   | 3 – 0   | Vriendschappelijk | 3          | 0                                          | 0           |
| 11 juni 2024 | Szombathely, Hongarije | Azerbeidzjan – Kazachstan | 3 – 2   | Vriendschappelijk | 2          | 0                                          | 0           |

Laatst bijgewerkt op 26 juni 2024.